# 中国福马机械集团
中国福馬機械集团有限公司，是中國機械工業集團有限公司旗下公司，是在1979年當時以林業機械公司成立，主要除了生產拖拉机、压路机、起重機等產，還涉及工業原油、財務金融等業務，1996年安排旗下常林股份有限公司(600710.SS)及林海股份有限公司(600099.SS)在上海證券交易所主板上市。現任董事長荆新保。
2008年，被中國機械工業集團有限公司收購本集團，已被國務院批准。